# Букавшин, Иван Александрович
Иван Александрович Букавшин (3 мая 1995 года, Ростов-на-Дону — 12 января 2016 года, Тольятти) — российский шахматист, гроссмейстер (2011).

## Биография
...Я люблю шахматы, мне нравится играть, а это самое главное. Главное, чтобы дело доставляло тебе удовольствие, а это важнее денег. Шахматы — все-таки спорт, а не бизнес. Убежден, что в спорте в первую очередь надо стремиться к победам, совершенствоваться.
Родился в Ростове-на-Дону. Отец работал в механосборочном цехе № 8 завода «Ростсельмаш», мама — в медсанчасти завода «Ростсельмаш». Играть в шахматы начал в четыре с половиной года. Считая, что игре в шахматы помогают подвижные игры, увлекался футболом, баскетболом, плаванием и другие видами спорта.
С семи лет мальчик занимался в шахматном клубе «Слоненок» при заводском Дворце культуры. Его первыми тренерами были Н. Петрушина (судья высшей категории, ск. 2011 г.) и В. Канцын. В 2005 году Иван принимал участие на мировом шахматном первенстве среди детей во Франции, где поделил 1-2 места с мальчиком из Индии, став вторым по дополнительному коэффициенту.
В 2002 году в семилетнем возрасте выполнил норматив 1-го разряда по шахматам, а в 2004 году — норму КМС. Международный мастер — с 6 февраля 2011 года.
В 2008 году семья переехала в Тольятти, где работала шахматная академия (СДЮСШОР № 4), в которой учились одаренные шахматисты со всей страны. Родителям шахматиста предоставили в Тольятти ведомственную квартиру.
В 2009 году в турецком городе Акхисар в составе сборной России выиграл юношескую Олимпиаду.
В 2012 году поступил учиться на юридический факультет Уральского государственного горного университета в г. Екатеринбурге. Играл за Горный университет на студенческой Универсиаде, чемпионате Студенческого союза. Мечтал поступить на тренерский факультет, чтобы иметь возможность работать преподавателем. Участвовал в работе Гроссмейстерского центра РШФ.
Умер 12 января 2016 года в тренировочном лагере в Тольятти при до сих пор не выясненных обстоятельствах. По заключению экспертизы, проведённой 17—25 февраля 2016 года Отделом особо сложных комплексных комиссионных экспертиз Самарского областного бюро судебно-медицинской экспертизы, смерть Ивана Букавшина наступила от острого отравления препаратом «Но-шпа» (четырёхкратного превышения суточной дозы препарата), при том, что проблем со здоровьем у шахматиста не было. Похоронен на Баныкинском кладбище Тольятти. По заявлению Якова Геллера на 2019 год уголовное дело о смерти Букавшина оставалось открытым.

## Спортивные достижения
Чемпион России в возрасте до 10 лет (2005) и до 14 лет (2008). Неоднократный призёр юношеских первенств Европы и Мира. Участник Высшей лиги Чемпионата России среди мужчин (2010). Член юношеской сборной России. В 2009 году в составе сборной России выиграл юношескую Олимпиаду до 16 лет, показав лучший результат на своей доске. В декабре 2015 года стал обладателем Кубка России среди мужчин.
Тренеры гроссмейстера — Юрий Якович и Яков Геллер.
| Год  | Город          | Турнир                                  | + | − | = | Результат     | Место |
| ---- | -------------- | --------------------------------------- | - | - | - | ------------- | ----- |
| 2005 | Дагомыс        | Чемпионат России до 10 лет среди юношей |   |   |   |               | 1     |
|      | Бельфор        | Чемпионат мира среди юношей до 10 лет   |   |   |   |               | 2     |
| 2006 | Херцег-Нови    | Чемпионат Европы до 12 лет среди юношей | 7 | 0 | 2 | 8 из 9        | 1     |
| 2008 | Дагомыс        | Чемпионат России до 14 лет среди юношей | 7 | 0 | 2 | 8 из 9        | 1     |
|      | Херцег-Нови    | Чемпионат Европы до 14 лет среди юношей | 6 | 0 | 3 | 7½ из 9       | 1     |
| 2009 | Фермо          | Чемпионат Европы среди юношей до 14 лет | 6 | 1 | 2 | 7 из 9        | 3     |
| 2010 | Батуми         | Чемпионат Европы до 16 лет среди юношей | 5 | 0 | 4 | 7 из 9        | 1     |
|      | Порто Каррас   | Чемпионат Мира среди юношей до 16 лет   | 7 | 1 | 3 | 8½ из 11      | 3     |
| 2011 | Москва         | Аэрофлот Опен 2011 Турнир А             | 3 | 3 | 3 | 4½ из 9       |       |
| 2014 | Казань         | Мемориал А. В. Харлова                  | - | - | - |               | 1     |
| 2015 | Ханты-Мансийск | Кубок России среди мужчин               | - | - | - | Нокаут-турнир | 1     |
| 2015 | Иерусалим      | Чемпионат Европы 2015                   | 5 | 2 | 4 | 7 из 11       | 27–44 |

## Изменения рейтинга
| Графики недоступны из-за технических проблем. См. информацию на Фабрикаторе и на mediawiki.org. |